# Helmut Loeven
Helmut Loeven (* 18. Oktober 1949) ist ein deutscher Buchhändler, Schriftsteller und Herausgeber der politisch-satirischen Zeitschrift Der Metzger.

## Leben
Helmut Loeven wurde am 18. Oktober 1949 geboren. Seit 1968 fungiert er als Herausgeber der politisch-satirischen Zeitschrift Der Metzger, in der undogmatisch Themen der politischen Linken behandelt werden. In den 1960er Jahren lebte Loeven zusammen mit Peter Bursch in einer Wohngemeinschaft im Duisburger Dellviertel. Loeven schloss sich der Band „Bröselmaschine“ als Roadie an und gehörte auch bei der Auflösung der Formation im Jahr 1972 zum Ensemble. Die Wiedergründung fand ohne Loeven statt.
Im Jahr 1974 gründete Loeven die Hut-Filmproduktion, mit der er mehrere Kurzfilme realisierte, darunter Nach der Revolution gibt es Kaffee und Kuchen. In den 1970er Jahren war Loeven als Buchhändler im Eschhaus-Zentrum in Duisburg tätig und unterhielt später einen Bücherstand an der Universität Duisburg. Helmut Loeven gründete in Duisburg das „Philosophische Kabarett“ und betreibt heute im Stadtteil Neudorf-Nord eine Buchhandlung.

## Werke (Auswahl)
Bücher
- Der Kalte Krieg (= Voltaire-Flugschriften Heft 20). Situationspresse, Duisburg 1995, ISBN 978-3-935673-02-0.
- Streiten Sie nicht mit einem Deutschen, wenn Sie müde sind. 21 Polemiken. Situationspresse, Duisburg 2001, ISBN 3-935673-15-9.
- Die Vegetarier von heute sind die Kannibalen von morgen. Das philosophische Kabarett. 177 Glossen (Sie können Gedanken lesen). Situationspresse, Duisburg 2003, ISBN 3-935673-20-5.
- Der Gartenoffizier. 124 komische Geschichten. Situationspresse, Duisburg 2008, ISBN 978-3-935673-24-2.
- Wir bleiben im Bahnhof. Das ideale Geschenk. Situationspresse, Duisburg 2013, ISBN 978-3-935673-35-8.
- Barbara lächelt. Wirklich wahre Geschichten, die tatsächlich passiert sind. Dialog–Edition und Trikont, Duisburg und Istanbul 2017, ISBN 978-3-945634-17-2.
- Lies mal ein gutes Buch. Tagebuchnotizen im Dienste der Bedeutung. Trikont, Duisburg 2018, ISBN 978-3-945634-38-7.
- November. Situationspresse, Duisburg 2019, ISBN 978-3-935673-47-1.
- Das Weite suchen. Ein Reisebericht. Trikont, Duisburg 2021, ISBN 978-3-945634-60-8
- Juno. Situationspresse, Duisburg 2022, ISBN 978-3-935673-50-1.
- Was will der Künstler damit sagen? (= FlugFluxblattZeitung Heft 5). Situationspresse, Duisburg 2023, ISBN 978-3-935673-52-5.
- Sahra Wagenknecht – Eine Erledigung (= Voltaire-Flugschriften Heft 40). Situationspresse, Duisburg 2024, ISBN 978-3-935673-53-2.
- Bis gleich! Einreden und Ansprüche, Aphorismen und Sentenzen. Verlag Dialog-Edition, Duisburg 2024, ISBN 978-3-945634-83-7.

Hörspiele, DVDs etc.
- Der 11. Mai und andere Kurzfilme. DVD. Situationspresse, Duisburg 2009, ISBN 978-3-935673-26-6.
- mit A.S.H. Pelikan, Heinrich Hafenstaedter: Switch on Summer. DVD. Situationspresse, Duisburg 2009, ISBN 978-3-935673-25-9.
- mit Anna Driba, Heinrich Hafenstaedter: Die schnelle Lösung. Die neuen Flüchtlingsgespräche (1). Audio-CD. Situationspresse, Duisburg 2010, ISBN 978-3-935673-29-7.
- mit Anna Driba, Heinrich Hafenstaedter: Nebel in London. Die neuen Flüchtlingsgespräche (2). Audio-CD. Situationspresse, Duisburg 2011, ISBN 978-3-935673-32-7.
- Helmut Loeven live in der Spinatwachtel. Audio-CD. Situationspresse, Duisburg 2013, ISBN 978-3-935673-36-5.
- Anleitung für Rundumschläger. Audio-CD. Situationspresse, Duisburg 2015, ISBN 978-3-935673-38-9.[4]